# ウィル・ヤング
ウィル・ヤング (Will Young、1979年1月20日 - ) は、イングランド・バークシャー出身の歌手、俳優。
2002年にイギリスのオーディション番組『ポップアイドル』の初代優勝者としてデビュー。2022年現在までに全英アルバムチャートで4作、シングルチャートでは4曲が首位を獲得。代表曲に「リーヴ・ライト・ナウ」「ユア・ゲーム」「フライデーズ・チャイルド」「フー・アム・アイ」「ジェラシー」などがある。

## 来歴
エクセター大学では政治を専攻、理由について「自分の国で何が起こったのかもっと知る必要があると思った」と語っている。大学では女性学も学んでおり、ウィルを自分自身をフェミニストと考えている。2001年に第二級下の学士号で卒業。卒業後、ウィルはプロの歌手になりたいと思っていたが、専門知識が無かったり訓練を積まずにデビューしたくなかったため、9月からロンドンのチジックにあるアーツ・エデュケーショナル・スクールに通う。
2002年、『ポップアイドル』に出場し、初代優勝者となる。同年に「エニシング・イズ・ポッシブル」と「エヴァーグリーン」のダブルAサイド・シングルでデビュー。シングルは発売初日で40万枚を売り上げ、イギリスのチャート史上最も速く売り上げを記録したシングルになった、さらに初週で110万枚を売り上げ、結果的に170万枚の売り上げを記録したことでイギリスで最も売れたシングルの11番目としてその年から公式記録に載ることになった。2008年、オフィシャル・チャート・カンパニーは21世紀にイギリスで発売されたシングルの中で最も売り上げを記録したシングルを発表し、ウィルの「エヴァーグリーン」がトップを制した。その後も数々のヒット曲を発表した。
ブリット・アワードでも多くのノミネート実績があり、その内2度受賞している。この時の受賞トロフィーは「輝きを感じなくなった」として、後にチャリティーの寄付金を募るために出品している。
俳優としても2004年に『ヘンダーソン夫人の贈り物』で映画初出演、『キャバレー』（MC役）など舞台にも出演している。
2010年に全米デビューを果たした。2011年には「ジェラシー」がヒット。
2015年、アイランド・レコードに移籍、2018年にはクッキング・ヴァイナルに移籍。
2022年にはデビュー20周年を迎え、ベスト盤『20 イヤーズ: ザ・グレイテスト・ヒッツ』(20 Years: The Greatest Hits)をリリース。同年にはイギリス版『ザ・マスクド・シンガー』第3シーズンにライオンフィッシュとして出演。
2023年2月22日から3月11日までマンチェスターで行われた舞台『ソング・フロム・ファー・アウェイ』に主演。ガーディアンのマーク・フィシャーはウィルのパフォーマンスを称え、「心地よい優雅さとともに演じた」と評した。同年7月にはグラストンベリー・フェスティバルに4度目の再出演を果たし、アヴァロン・ステージに登場。
2024年、9枚目のアルバム『ライト・イット・アップ』の発売をアナウンスし、先行シングルとして「フォーリング・ディープ」やメキシコでMV撮影を行った「ミッドナイト」などを発売。アルバム発売と並行し、キャリアの中でも最も観客との距離が近いツアーの開催も発表し、圧倒的需要による追加公演も含め、50以上の公演を開催。

## 人物

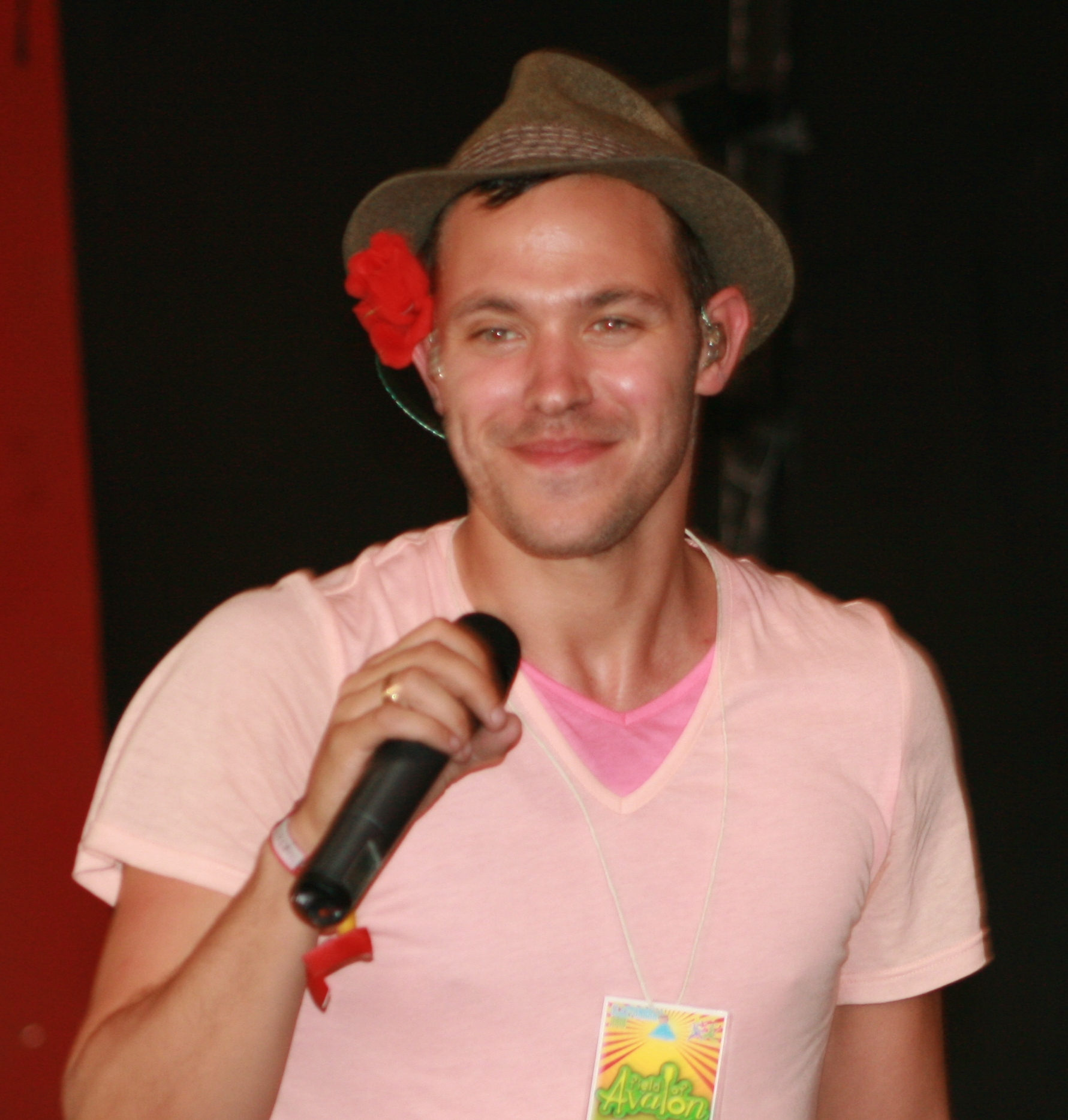
2008年のグラストンベリー・フェスティバルに出演したウィル・ヤング

2021年時点で4頭の犬と一緒に暮らしている。
不安障害やPTSDを患っていた、PTSDに関しては幼年期の寄宿舎での経験が基になっている。

### 性的志向
ゲイであることをカミングアウトしている。
カミングアウトするにあたっては、ウィルの意思を無視してメール・オン・サンデー紙から暴露すると事前に告げられており、カミングアウトの予告をするかのように事実ではない事も含めて様々な記事を書かれていた。ウィルはこれについて訴訟しなかったことは最大の後悔の一つだと振り返っている。だがそうして他紙にアウティングされる前に自らニュース・オブ・ザ・ワールド紙にカミングアウトした、それについてウィルはメール・オン・サンデー紙に対して「あのくそ野郎は激怒したに違いない」としている。
2018年には車を運転していた際、対向車線のバス運転手から差別用語で詰られたと明かし、ロンドン交通局が謝罪した。
2020年、過去に自身の性的志向に対して様々な感情を抱いてきたが、「恥」を感じていることに32歳になって初めて気づいたといい、その要因としてメディアを通じた同性愛嫌悪のメッセージを通じて、自分が社会の中で間違っているのではないのかという気持ちにさせられた事だと語った。
同年にはそういった自身の経験を基にした著書「トゥ・ビー・ア・ゲイ・マン」("To Be A Gay Man"）を上梓している。

### 家族
双子の兄であり、弟のルパートがいたが2020年に自殺。チャンネル4ではルパートの死を扱ったドキュメンタリー『ウィル・ヤング：ルージング・マイ・ツイン・ルパート』を放映、ドキュメンタリーは2022年5月10日に放映され、ガーディアンは五つ星中四つ星の評価を下した。ウィルは視聴者と批評家からルパートの依存症と自殺について正直に打ち明けたことについて賞賛を浴びた。ルパートのほかに姉のエマもいる。

### 嗜好
ガーデニングが趣味である。PTSDの治療にもガーデニングが役に立ったと明かしている。

### 社会活動
動物の権利を主張しており、保護犬活動などにも積極的にも関わる。
イギリス国内の動物実験に反対しており、積極的に意見を表明している。
ドッグフードブランド "Miraculous Meals"の共同経営者でもあり、同社の収益の50%が英国の保護犬センターに寄付されている。
保守党のLGBTの人々に対する扱いに異議を唱え、「彼らが選挙で勝利するならイギリスを離れる」と意見した。また、若者の心の健康についても関心を寄せており、スクールカウンセラーになることを考えていると2025年のインタビューで話している。

## ディスコグラフィー

### アルバム
| 2002                                      | From Now On                  | - 発売日: 2002年10月7日 - レーベル: 19, RCA, BMG - フォーマット: CD, LP - 全英売上: 88万枚                          | 1 | 62 | 11 | 23 | - UK: 2× プラチナ                 |
| 2003                                      | Friday's Child               | - 発売日: 2003年12月1日 - レーベル: 19, RCA, BMG - フォーマット: CD - 全英売上: 171.3万枚                           | 1 | —  | 9  | 48 | - UK: 5× プラチナ                 |
| 2005                                      | Keep On                      | - 発売日: 2005年11月21日 - レーベル: 19, RCA, Sony BMG - フォーマット: CD, digital download - 全英売上: 100万枚     | 2 | —  | 33 | 85 | - UK: 3× プラチナ - IRE: ゴールド |
| 2008                                      | Let It Go                    | - 発売日: 2008年9月29日 - レーベル: 19, RCA, BMG - フォーマット: CD, digital download - 全英売上: 40万枚            | 2 | —  | 12 | —  | - UK: プラチナ                    |
| 2011                                      | Echoes                       | - 発売日: 2011年8月22日 - レーベル: 19, RCA, Sony - フォーマット: CD, digital download - 全英売上: 48.9万枚         | 1 | —  | 12 | —  | - UK: プラチナ                    |
| 2015                                      | 85% Proof                    | - 発売日: 2015年5月25日 - レーベル: Island - フォーマット: CD, digital download - 全英売上: 2.1万枚                 | 1 | —  | 38 | —  | - UK: シルバー                    |
| 2019                                      | Lexicon                      | - 発売日: 2019年6月21日 - レーベル: Cooking Vinyl - フォーマット: CD, digital download, Vinyl, Cassette - 全英売上: | 2 | —  | 73 | —  |                                   |
| 2021                                      | Crying on the Bathroom Floor | - 発売日: 2021年8月6日 - レーベル: Cooking Vinyl - フォーマット: CD, digital download, Vinyl, Cassette - 全英売上:  | 3 | —  | —  | —  |                                   |
| 2024                                      | Light It Up                  | - 発売日: 2024年8月9日 - レーベル: BMG - フォーマット: - 全英売上:                                                  | — | —  | —  | —  |                                   |
| "—"は未発売またはチャート圏外を意味する。 |                              | |   |    |    |    |                                   |

### シングル
1. Anything Is Possible/Evergreen (2002年2月25日)
2. Light My Fire (2002年5月27日)
3. The Long and Winding Road(2002年9月23日)
4. Don't Let Me Down/You and I (2002年11月18日)
5. Leave Right Now (2003年11月24日)
6. Your Game (2004年3月15日)
7. Friday's Child (2004年7月5日)
8. Switch It On (2005年11月14日)
9. All Time Love (2006年1月16日)
10. Who Am I (2006年4月24日)
11. Changes (2008年9月15日)
12. Grace (2008年12月1日)
13. Let It Go (2009年3月2日)
14. Hopes & Fears (2009)
15. Jealousy (2011)
16. Come On (2011)
17. Losing Myself (2012)
18. I Just Want a Lover (2012)
19. Love Revolution (2015)
20. Thank You (2015)
21. Joy (2015)
22. What the World Needs Now is Love (2015)
23. All the Songs (2019)
24. My Love (2019)
25. Daniel (2021)
26. Elizabeth Taylor (2021)
27. Crying on the Bathroom Floor (2021)
28. Why Does It Hurt (2022)
29. Falling Deep (2024)
30. Midnight (2024)

## 出演
- ヘンダーソン夫人の贈り物 (2005) - バーティー
- ミス・マープル5 『鏡は横にひび割れて』 Marple: The Mirror Crack'd from Side to Side (2009) - ケイシー・クロフト
- BEDLAM-ベッドラム- (2011) - ライアン